# Рубаки
«Руба́ки» (яп. スレイヤーズ Сурэйя:дзу) — серия ранобэ в жанре фэнтези авторства Хадзимэ Кандзаки с иллюстрациями Руи Арайдзуми. Первая публикация ранобэ состоялась в сентябре 1989 года в журнале Dragon Magazine издательства Fujimi Shobo. Впоследствии серия была адаптирована в форматы манги, аниме-сериалов, фильмов, OVA и радиопостановок и ролевым видеоиграм. «Рубаки» описывают приключения молодой волшебницы Лины Инверс и её спутников, путешествующих по миру. Используя мощную магию и фехтование, они сражаются с волшебниками, демонами, стремящимися уничтожить мир, и случайной несчастной бандой бандитов. «Рубаки» считаются одним из самых популярных аниме 1990-х годов.

## Сюжет
Сюжет повествует о похождениях главной героини, могущественной и знаменитой чародейки, Лины Инверс. Основным её развлечением является грабеж бандитов. В ходе одного из таких грабежей в её руки попадает древний артефакт, из-за чего на неё начинается охота. Вскоре к ней присоединяется воин Гаури Габриев, изначально принявший Лину за беззащитную девушку, нуждающуюся в защите, но в итоге ставший её постоянным спутником.
Во втором сезоне Рубаки отправляются на поиски Пречистой Библии — легендарного древнего манускрипта, обладающего чудодейственной силой, и ввязываются в междоусобную войну могущественных демонов, в которой каждая сторона желает использовать Лину как пешку в своей игре. Ошибка героев грозит концом света.
В третьем сезоне персонажи отправляются за пределы магического барьера, созданного демонами в незапамятные времена и разрушенного с гибелью одного из них. Они узнают трагическую историю Золотых и Древних Драконов и сразятся с угрозой, призванной из иного мира.
В четвёртом сезоне герои, изначально отправившись на поиски магического артефакта, оказываются втянутыми в политические интриги королевства Рувингальд. Борясь с их последствиями, Лина и её друзья слышат историю таинственно исчезнувшего государства и решают помочь его выжившему правителю.
В пятом сезоне герои разыскивают чашу Правителя ада Фибриззо, в которой заточена душа Резо.

## Персонажи

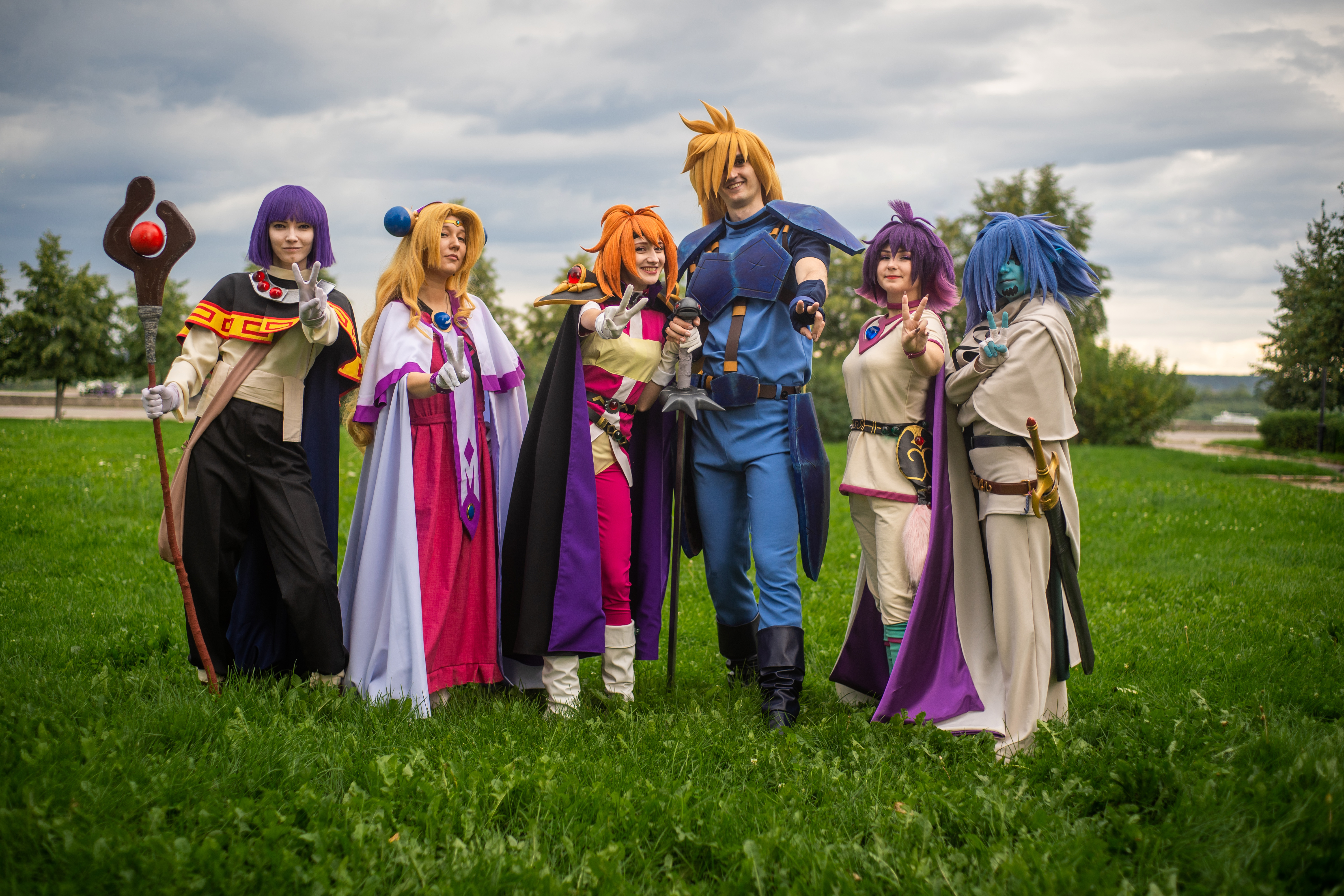
Косплей слева направо: Зеллос, Филия, Лина, Гаури, Амелия, Зелгадис

Лина Инверс (яп. リナ・インバース Рина Инба:су) — главная героиня, известная также как «Бандитоубийца», «Враг всего живого», «Дажедра». Пятнадцатилетняя маленькая волшебница странствует по миру, забредая в самые далекие его уголки — лишь бы не попасться на глаза своей старшей сестре, так как та очень зла на Лину за магическую прямую трансляцию того, как она принимает ванну. Искусная фехтовальщица, Лина владеет мощнейшей атакующей магией и вспыльчивым характером. Любит поесть, причем часто и много. Любимое развлечение — грабить бандитов и разбойников. Жадна до драгоценностей, но ещё больше до тайных свитков и магических артефактов. 
Сэйю: Мэгуми Хаясибара
Гаури Габриев (яп. ガウリイ・ガブリエフ Гаурий Габуриэфу) — мечник, путешествовавший в одиночку до встречи с Линой Инверс. После её «спасения» решает стать личным телохранителем Лины. Владелец легендарного «Горун Нова» — меча Света, впоследствии — Blast Sword — настолько острого меча, который разрезал изнутри собственные ножны. 
Сэйю: Ясунори Мацумото
Зелгадис Грейвордс (яп. ゼルガディス・グレイワーズ Дзэругадису Гурэйва:дзу) в детстве мечтал стать самым сильным человеком на свете, и его мечта была исполнена, но цена оказалось слишком высока. Он превратился в химеру — на треть големом, на треть мазоку и лишь на треть остался человеком. Хотя благодаря этому он стал неуязвимым воином и превосходным магом, Зелгадис ненавидит свой ужасный облик и ищет способ вернуть себе человеческий вид.
Сэйю: Хикару Мидорикава
Амелия Вил Тесла Сэйрун (яп. アメリア・ウィル・テスラ・セイルーン Амэриа Виру Тэсура Сэйру:н) — четырнадцатилетняя девочка, возомнившая себя героем, любит вставать в красивые позы и произносить пафосные речи. Амелия разбирается в белой магии и сопровождает Лину в путешествиях.
Сэйю: Масами Судзуки
Зелос (яп. ゼロス Дзэросу) — один из сильнейших среди всех мазоку мира Рубак, священник Зелас Металлиум (одной из пяти верховных мазоку). Известно, что ему более 1000 лет, он в одиночку за одну атаку практически полностью уничтожил клан Золотых Драконов. Его астральная форма — темные конусы. Как все мазоку, не любит слащавых проявлений чувств, но в то же время ратует за жизнь во всех её формах (остальные мазоку стремятся уничтожить все человечество).
Сэйю: Исида Акира
Сильфиль Нелс Лаада (яп. シルフィール・ネルス・ラーダ Сируфи:ру Нэрусу Ра:да) — священница. Она лишилась отца и родного города, но нашла в себе силы сражаться со злом. Она владеет белой магией исцеления и защиты. Во вселенной Рубак одна из четырёх магов, способных применять сильнейшее заклинание чёрной магии — Драгу Слэйв.
Сэйю: Юми Тома
Нага Серпент (яп. 白蛇のナーガ Серпенто но Нага) — старшая дочь кронпринца Филионелла эль де Сейрун и старшая сестра Амелии. Сбежала из дома вскоре после убийства своей матери, при очередной попытке государственного переворота. Спутница и заклятая соперница Лины Инверс. После того как в детстве Нага стала свидетельницей убийства своей матери, она не переносит вида крови. Специализируется на магии вызова.
Сэйю: Мария Кавамура

## Аниме

### Франшиза «Рубаки»
Все сериалы, фильмы и OVA-сериалы являются адаптацией произведений Кандзаки Хадзимэ.
1. Рубаки [ТВ] — ТВ (26 эп.), адаптация ранобэ, 1995
2. Рубаки на большом экране — п/ф, продолжение, фильм первый, 1995
3. Особые Рубаки — OVA (3 эп.), продолжение, 1996
4. Возвращение Рубак на большой экран — п/ф, продолжение, фильм второй, 1996
5. Рубаки Некст [ТВ] — ТВ (26 эп.), продолжение, 1996
6. Рубаки Try [ТВ] — ТВ (26 эп.), продолжение, 1997
7. Великие Рубаки на большом экране — п/ф, продолжение, фильм третий, 1997
8. Превосходные Рубаки — OVA (3 эп.), продолжение, 1998
9. Великолепные Рубаки на большом экране — п/ф, продолжение, фильм четвёртый, 1998
10. Первосортные Рубаки на большом экране — к/ф, продолжение, фильм пятый, 2001
11. Рубаки: Революция — ТВ (13 эп.), продолжение, 2008
12. Рубаки: Эволюция-Эр — ТВ (13 эп.), продолжение, 2009

Список частей «Рубак» в хронологическом порядке:
1. Превосходные Рубаки
2. Особые Рубаки
3. Рубаки на большом экране
4. Возвращение Рубак на большой экран
5. Великие Рубаки на большом экране
6. Великолепные Рубаки на большом экране
7. Рубаки [ТВ]
8. Рубаки Некст [ТВ]
9. Первосортные Рубаки на большом экране
10. Рубаки Try [ТВ]
11. Рубаки: Революция
12. Рубаки: Эволюция-Эр

#### Телесериалы
На данный момент выпущено 5 сезонов телесериала «Рубаки». Первый—третий сезоны были официально лицензированы в России компанией «MC Entertainment».
Со 2 июля по 24 сентября 2008 года в Японии прошёл показ 13-серийного четвёртого сезона под названием «Рубаки Революция».
Пятый сезон «Рубаки Эволюция-Р», также состоящий из 13 серий и продолжающий неоконченную сюжетную линию «Революции», транслировался по японскому телевидению с 12 января по 6 апреля 2009 года.

#### Фильмы
Slayers The Motion Picture (1995 год) (также известен как Slayers Perfect)
- Лина Инверс и Нага Серпент, обнаружив среди конфискованного ими у очередной группы незадачливых бандитов барахла две путёвки экономкласса к горячим источниками волшебного исчезающего острова Мипрос, немедленно отправляются туда. Ещё до поездки Лине начинают сниться странные сны, в которых она видит сначала встречи влюблённых мальчика и эльфийской девочки, потом мальчика из предыдущих снов, использующего меч света, чтобы победить демона, и, наконец, старика-волшебника. Позже на острове Лина и Нага встречают этого старика, который рассказывает, что виденные Линой события происходили в прошлом, когда на мирно живших на острове Мипрос эльфов напал монстр Джойрок. Сразившись с монстром в настоящем и победив его в прошлом, Лина и Нага изменяют ход событий. Не получив иной награды, кроме благодарности старика, оказавшегося Рауди Габриевым, одним из предков Гаури Габриева, они отправляются восвояси.

Slayers Return (1996 год)
- К Лине Инверс и Наге Серпент обращается за помощью дочь старейшины деревни Биаз, Селина. Она просит освободить деревню, на которую напали демоны. Лина соглашается помочь, надеясь получить хранящиеся в деревне сокровища эльфов. В деревне Лина и Нага побеждают демонов и освобождают жителей, выкапывавших артефакт неизвестного назначения. Старейшина объясняет, что эльфы поручили людям охранять эту землю и оставили им в знак обещания драгоценный браслет, который тут же надевает Нага. Старейшина просит вернуть браслет, но он непонятным образом остаётся у Наги на руке, несмотря на все приложенные усилия. Проводник из деревни приводит Лину и Нагу к полуразрушенному домику в лесу, где скрываются люди, стоящие за нападением на деревню: маг Галеф и его подручный. Девушки побеждают Галефа. Он сообщает, что уже призвал подмогу, которая направляется в деревню. Прибыв туда, девушки вступают в битву, которая вскоре прекращается прибытием Галефа. Выясняется, что Галеф сильно задолжал своим знакомым и они не хотят работать на него. В надежде восполнить свои потери, они завершают раскопки. Галеф приводит в действие артефакт. Выясняется, что это Лун Гаст — оружие эльфов в войне с монстрами, боевой робот, атакующий обладателя браслета, хранившегося в деревне. В результате битвы Лун Гаст (и город, оказавшийся на месте сражения) превращается в обломки. Галеф отправляется в деревню отрабатывать причинённый им ущерб, а Лина и Нага продолжают свой путь.

Slayers Great (1997 год)
- Лина Инверс и Нага Серпент попадают в город, славящийся мастерством создания големов. Там они оказываются вовлечены в соперничество мастеров големных дел (отца и сына), отличающихся взглядами на внешний вид создаваемых големов, а также в борьбу за власть двух наместников города, каждый из которых хочет подчинить себе всех мастеров, построить армию огромных големов и завоевать мир. Исход борьбы должна решить схватка двух огромных големов, питаемых волшебной силой Лины и Наги. Лина побеждает, использовав Драго Слэйв. Отец и сын находят общий язык, наместников разжалуют в простые стражники, а Лина и Нага отправляются в дорогу.

Slayers Gorgeous (1998 год)
- Лина Инверс и Нага Серпент оказываются втянутыми в войну между лордом Калвертом и его дочерью Марлин, поводом для которой послужил отказ увеличить сумму, выдаваемую на карманные расходы. На стороне Марлин — небольшая армия драконов и Нага, на стороне её отца — Лина Инверс, которой боятся даже драконы. Лина побеждает врагов, однако всё далеко не закончено: появляется огромный змей и пытается призвать драконов к бунту против людей, однако те не соглашаются. В развернувшейся схватке Лина побеждает змея, который оказывается детёнышем дракона, увеличившим свой размер при помощи магии иллюзии. Мир восстановлен, и Лина с Нагой отправляются на поиски новых приключений.

Slayers Premium (2001)
- Единственный фильм с участием Гаури, Амелии, Зела и Зелоса. Лина и Гаури прибыли в город, славящийся своими морскими деликатесами. Лина решила помочь в вылове морепродуктов. В ходе этого был разрушен древний храм, в котором был запечатан «властитель и защитник» всех кальмаров и начал восстание головоногих. Люди, съевшие осьминога, начали говорить на их языке, а одной из первых подобных жертв стал Гаури.

#### OVA
1. Slayers Special (в США известен как Slayers: The Book of Spells)
  1. The Scary Chimera Plan
  2. Jeffry’s Knighthood
  3. Mirror, Mirror
2. Slayers Excellent
  1. Labyrinth — Лабиринт
Лина Инверс встречает свою соперницу и будущего компаньона Нагу Серпент. Поскольку в ходе встречи была разрушена деревенская таверна,а Лина ещё не успела заплатить по счёту за роскошный обед, в качестве компенсации деревенский староста отправляет Лину и Нагу в находящиеся поблизости руины на поиски пропавших жителей деревни. После долгих блужданий по лабиринтам руин героини сталкиваются с вампиром. Выяснив, что староста деревни направлял в эти руины всех подвернувшихся под руку путников, выполняя требование вампира присылать ему человеческие жертвы, Лина и Нага вступают в битву и легко побеждают обратившегося в «истинную форму» вампира.
  2. A Frightening Future — Пугающее будущее
Лина Инверс нанимается охранять Шайлин Фитсмайер, избалованную дочку аристократа, по пути в её загородную резиденцию. Бесцеремонность Шайлин настолько выводит Лину из себя, что с целью её проучить она договаривается с очередной группой бандитов об инсценировке похищения. Однако её планы неожиданно нарушает вмешательство Наги Змеи, которая побивает нанятых Линой бандитов. Не зная об этом, Лина передаёт Шайлин в руки уже настоящих похитителей. Встретив в таверне Нагу, она осознаёт свою ошибку и бросается на выручку. В логове бандитов выясняется, что Шайлин подчинила себе их главаря, использовав его мазохистские наклонности. Пока Лина сражается с главарём бандитов, Нага и Шайлин устраивают перебранку, в результате которой у Шайлин также пробуждается желание подчиняться и претерпевать унижения. Вместе с двумя новообретёнными последователями Нага продолжает путь, а Лина представляет себе картину нового мира, в котором все одеваются и ведут себя так, как Нага.
  3. Lina-Chan’s Lovely Makeover Operation
Остановившись передохнуть и подкрепиться в очередном городе, Лина оказывается вовлечённой в соперничество двух модельеров: Татьяны Рейвард, пропагандирующей формальный стиль одежды, и Марти Ренфорд, предлагающей одежду авангардного стиля. Обнаружив, что подельницей Марти является её старая знакомая Нага Змея, и опасаясь наступления «пугающего будущего», в котором все одеваются и ведут себя так, как Нага, Лина включается в противостояние на стороне Татьяны. В ходе упорной битвы с использованием взрывчатки, швейных ателье-големов и магии, Лина и Татьяна побеждают, попутно превратив в руины большую часть города. Недовольные таким поворотом дел горожане берут под стражу обеих модельерш, а Лина ускользает, изобразив невинную девушку, вовлечённую в преступный замысел.